# Jeriquara
Jeriquara is een gemeente in de Braziliaanse deelstaat São Paulo. De gemeente telt 3.216 inwoners (schatting 2009).